# Nouveau Riche (groupe)
Pour les articles homonymes, voir Nouveau riche (homonymie).
Nouveau Riche est un collectif néerlandais de hip-hop. Les membres produisent des morceaux en néerlandais et en anglais avec des groupes variés et en solo. Le groupe sort ses disques sur son propre label éponyme, Nouveau Riche Music.

## Histoire
Le groupe est fondé en 2007 et fête sa première année d'existence à Sinners le 2 février 2008. En 2009, ils sont accueillis au Slot Zeist de Zeist. Nouveau Riche remporte le State Award du meilleur groupe en 2011.

## Nouveau Riche Music
Nouveau Riche Music est fondé en 2008 en tant que label discographique par Boaz van de Beatz et conclut en juillet 2010 un partenariat avec AT Publishing, la société de gestion d'Edwin Jansen. Plus tard, le label continue sous le nom de Cloud 9 Music. C'est là que Nouveau Riche Music continue d'exister jusqu'à ce qu'il devienne totalement indépendant. 
Le premier album officiel du label s'intitule Alziend Oor et sort le 10 juin 2011,,. L'album — aux influences dubstep, grime et house — se compose de 14 titres de Mr Polska, Jebroer, Leo, Steph et Digitzz, entre autres. Le 18 juin 2011, l'album entre dans le Top 100 néerlandais des albums à la 40e place et y reste une semaine. Le 9 juillet de la même année, les rappeurs participent à quelques morceaux de l'album live à Nachtegiel et une semaine plus tard lors d'une session d'été de 101Barz. Le 21 octobre 2011, le premier EP de Mr. Polska sort, intitulé De Boswachter EP. Le 2 mars 2012, le premier album de Mr. Polska, intitulé Waardevolle Gezelligheid, sort. Le 3 octobre 2013, le premier EP de Jebroer, Broederschap, sort.
Après des années d'inactivité, le label est relancé en 2022,.